# Клан Рјузоџи
Клан Рјузоџи (јап. 龍造寺氏), јапанска властелинска породица из периода Сенгоку која је кратко време (1570-1584) владала северозападним делом острва Кјушу.

## Историја

### Период Сенгоку
Током већег дела средњег века у Јапану, још од успостављања Камакура режима крајем 12. века, северни Кјушу, који је обухватао шест од девет провинција Кјушуа, био је сфера утицаја две велике шуго породице, клан Шони из Чикузена, који су држали северозападни део острва, и клан Отомо из Бунгоа, који су владали североисточним провинцијама. У касном петнаестом веку, међутим, ове две традиционалне силе нашле су се под немилосрдним притиском породице Оучи из Јамагучија у провинцији Суо преко мореуза Шимоносеки на Хоншуу. Тај притисак је изазвао колапс средњовековне структуре моћи на северном Кјушуу.
Породица Шони уништена је до 1536, када је Оучи Јошитака (1507-51) успео да уништи Шони Сукемота пошто је примамио на своју страну његовог главног вазала и најактивнијег генерала, Рјузоџи Иеканеа (умро 1546). На дуге стазе, међутим, нестанак Шонија са сцене на којој су вековима играли тако истакнуту улогу био је значајан углавном као фактор који је дозволио њиховим бившим вазалима, клану Рјузоџи, да изграде моћни нови Сенгоку домен. Рјузоџи су од посебног интереса јер су играли погубну улогу у историји ранохришћанске мисије Јапана.

### Врхунац моћи
У јесен 1569. године, Отомо Сорин преотео је Бузен и Чикузен од клана Мори. Али Сорин није успео да савлада лукавог и издржљивог непријатеља, Рјузоџи Таканобуа. Инвазионе снаге које је послао 1570. да истерају Рјузоџија из његове тврђаве Сага у североисточном Хизену одбио је Таканобуов капетан Набешима Наошиге (1538-1618) у бици код Имајаме.
Не само да је Сориново напредовање у Хизен заустављено неуспехом ове експедиције, већ је Таканобу такође био ослобођен својом победом да усмери своју пажњу на области које су лежале западно од његове територије. Покоравајући или застрашујући великаше попут Гото Такаакире, Мацуура Таканобуа и Арима Харунобуа (1567-1612), Рјузоџи је током 1570-их дошао да доминације над Хизеном.
После пораза клана Отомо у  бици код Мимигаве (10. децембра 1578) већина локалне властеле у провинцијама Чикузен, Чикуго и Хиго потражила је заштиту победничког клана Шимазу или клана Рјузоџи. Парадоксално, пораз клана Отомо код Мимигаве највише је искористио Рјузоџи Таканобу, њихов западни сусед, да се прошири на провинцију Хиго. До 1581. учврстио се у тој провинцији, чиме је непосредно угрозио клан Шимазу у провинцији Сацума и тиме за неко време одвратио њихову пажњу од клана Отомо.
Угрожен од клана Рјузоџи, клан Шимазу је 1582. подстакао на побуну њихове вазале,  клан Арима у Шимабари. У покушају да угуши ту побуну, која је била активно помагана од клана Шимазу,  Рјузоџи Таканобу потучен је и убијен у бици код Окита Навате (1584). После овог пораза територија клана Рјузоџи спала је на њихову постојбину, источни део провинције Хизен.

### У Хидејошијевој служби
Током освајања Кјушуа (1587), Рјузоџи Масаје (1556-1607), Таканобуов син и наследник, стао је на страну Тојотоми Хидејошија и потврђен му је посед над четири округа у провинцији Хизен.